# Mistrovství světa v boxu 2013
XVII. mistrovství světa v boxu proběhlo v Almaty, Kazachstán ve dnech 14. až 26. října 2013. Organizátorem turnaje mistrovství světa byla International Boxing Association (AIBA).

## Česká stopa
Šéftrenér reprezentace: Vasilij Larionov
Na mistrovství světa startovali za Česko 2 boxeři:
- −64 kg: Zdeněk Chládek (* 1990) z SKP Sever Ústí nad Labem
- −69 kg: Robert Bilík (* 1991) z SKP Sever Ústí nad Labem

## Výsledky
| Muži   | Zlato                       | Stříbro                    | Bronz                    | Bronz                          |
| ------ | --------------------------- | -------------------------- | ------------------------ | ------------------------------ |
| –48 kg | Birdžan Džakypov (KAZ)      | Mohamed Flissí (ALG)       | Yosvany Veitía (CUB)     | David Jiménez (CRC)            |
| –52 kg | Michail Alojan (RUS)        | Jasurbek Latipov (UZB)     | Andrew Selby (WAL)       | Chatchai Butdee (THA)          |
| –56 kg | Džavid Čalabijev (AZE)      | Vladimir Nikitin (RUS)     | Kairat Eralijev (KAZ)    | Mykola Bucenko (UKR)           |
| –60 kg | Lázaro Álvarez (CUB)        | Robson Conceição (BRA)     | Domenico Valentino (ITA) | Berik Abdirahmanov (KAZ)       |
| –64 kg | Merej Akšalov (KAZ)         | Yasniel Toledo (CUB)       | Éverton Lopes (BRA)      | Urančimegín Mönch-Erdene (MGL) |
| –69 kg | Danijar Eleusinov (KAZ)     | Arisnoidys Despaigne (CUB) | Arajik Marutjan (GER)    | Gabriel Maestre (VEN)          |
| –75 kg | Džanibek Alimhanuly (KAZ)   | Jason Quigley (IRL)        | Arťom Čebotarov (RUS)    | Anthony Fowler (ENG)           |
| –81 kg | Julio César La Cruz (CUB)   | Adilet Nijazimbetov (KAZ)  | Oybek Mamazulunov (UZB)  | Joseph Ward (IRL)              |
| –91 kg | Clemente Russo (ITA)        | Jevgenij Tiščenko (RUS)    | Tejmur Mammadov (AZE)    | Yamil Peralta (ARG)            |
| +91 kg | Magomedrasul Medžidov (AZE) | Ivan Dyčko (KAZ)           | Roberto Cammarelle (ITA) | Erik Pfeiffer (GER)            |

## Medailová bilance
V boxu se rozdělilo celkem 10 sad medailí.
| Pořadí | Stát              |       | Muži    | Muži  | Muži | Celkem |
| Pořadí | Stát              | Zlato | Stříbro | Bronz |      | Celkem |
| ------ | ----------------- | ----- | ------- | ----- | ---- | ------ |
| 1.     | Kazachstán (KAZ)  |       | 4       | 2     | 2    | 8      |
| 2.     | Kuba (CUB)        |       | 2       | 2     | 1    | 5      |
| 3.     | Ázerbájdžán (AZE) |       | 2       | 0     | 1    | 3      |
| 4.     | Rusko (RUS)       |       | 1       | 2     | 1    | 4      |
| 5.     | Itálie (ITA)      |       | 1       | 0     | 2    | 3      |
| 6.     | Brazílie (BRA)    |       | 0       | 1     | 1    | 2      |
| 6.     | Irsko (IRL)       |       | 0       | 1     | 1    | 2      |
| 6.     | Uzbekistán (UZB)  |       | 0       | 1     | 1    | 2      |
| 9.     | Alžírsko (ALG)    |       | 0       | 1     | 0    | 1      |
| 10.    | Německo (GER)     |       | 0       | 0     | 2    | 2      |
| 11.    | Argentina (ARG)   |       | 0       | 0     | 1    | 1      |
| 11.    | Kostarika (CRC)   |       | 0       | 0     | 1    | 1      |
| 11.    | Anglie (ENG)      |       | 0       | 0     | 1    | 1      |
| 11.    | Mongolsko (MGL)   |       | 0       | 0     | 1    | 1      |
| 11.    | Thajsko (THA)     |       | 0       | 0     | 1    | 1      |
| 11.    | Ukrajina (UKR)    |       | 0       | 0     | 1    | 1      |
| 11.    | Venezuela (VEN)   |       | 0       | 0     | 1    | 1      |
| 11.    | Wales (WAL)       |       | 0       | 0     | 1    | 1      |
| Celkem | Celkem            |       | 10      | 10    | 20   | 40     |